# Victor Ninov
Victor Ninov (bulgarisch Виктор Нинов; * 1959 in Sofia, Bulgarien) ist ein bulgarischer Physiker und Nuklearforscher.
Victor Ninov studierte an der Universität Darmstadt und wurde dort 1992 promoviert. Danach war er bei der Gesellschaft für Schwerionenforschung (GSI) in Darmstadt-Arheilgen beschäftigt und dort an der Entdeckung der Elemente mit den Ordnungszahlen 110 (Darmstadtium), 111 (Roentgenium) und 112 (Copernicium) beteiligt. Er galt als ein führender Experte auf dem Gebiet der Schwerionenforschung, insbesondere der dazu notwendigen aufwändigen Computer-Software für die Überwachung der radioaktiven Zerfallsprozesse. Nach seiner Tätigkeit in Darmstadt war er am Lawrence Berkeley National Laboratory (LBNL) in Berkeley, USA, beschäftigt.
Ninov forschte und lehrte ebenfalls an der privaten University of the Pacific in Stockton im US-Bundesstaat Kalifornien. Er war mit Caroline Cox verheiratet, einer Professorin für Geschichte, die ebenfalls an dieser Universität tätig war und im Juli 2014 an Gebärmutterhalskrebs starb.
Bekannt wurde Ninov vor allem durch Anschuldigungen, Messdaten gefälscht zu haben, die einem viel beachteten Bericht über die angebliche Erzeugung der chemischen Elemente 116 (Livermorium) und 118 (Oganesson) am Lawrence Berkeley National Laboratory zugrunde lagen. Dieser Bericht wurde im Jahr 1999 in der Fachzeitschrift Physical Review Letters veröffentlicht (mit insgesamt 15 Autoren mit Ninov, Kenneth Gregorich), im folgenden Jahr jedoch vom LBNL wieder zurückgezogen, da die beschriebenen Ergebnisse der Versuchsanordnung durch andere Wissenschaftler in Deutschland, Japan und schließlich am LBNL selbst nicht zu reproduzieren waren. Ninov wurde 2001 nach einer umfangreichen Untersuchung des Vorfalls vom LBNL entlassen. Er selbst sieht sich als Sündenbock, beteuert weiterhin seine Unschuld und beruft sich dabei auf Messfehler der verwendeten Apparaturen.
In der Folge wurden auch die Messergebnisse zur Entdeckung der Elemente 110 und 112 in Darmstadt, an denen Ninov beteiligt war, nochmals untersucht. Auch hier erwies sich eine Zerfallskette beim Nachweis des Elements 110 als gefälscht, es lagen aber genügend andere Beobachtungen vor, so dass keine Veröffentlichung zurückgezogen werden musste.